# Gmina Ishëm
Gmina Ishëm (alb. Komuna Ishëm) – gmina położona w środkowo-zachodniej części Albanii. Administracyjnie należy do okręgu Durrës w obwodzie Durrës. W 2011 roku populacja gminy wynosiła 5001, 2514 kobiet oraz 2487 mężczyzn, z czego Albańczycy stanowili 81,80% mieszkańców.
W skład gminy wchodzi dziewięć miejscowości: Likmetaj, Kërtushaj, Kapedanaj, Gjuricaj, Lalëz, Kuraten, Bizë, Draçi, Shetaj.